# Oxalis cajalbanensis
Oxalis cajalbanensis är en harsyreväxtart som beskrevs av Ignatz Urban. Oxalis cajalbanensis ingår i släktet oxalisar, och familjen harsyreväxter. Inga underarter finns listade i Catalogue of Life.